# Hockey Club Roma
La H.C. Roma è una squadra di hockey su prato di Roma.

## Storia
Originata dai vecchi centri CONI dell’Eur, nasce nel 1968 per iniziativa del professor Mario Carrus. Da subito, supportata dall’impegno economico di Romeo Lancia, partecipa ai campionati nazionali, sia assoluti che giovanili, esprimendosi ai massimi livelli e avvicinandosi già agli inizi degli anni ’70 alla conquista dello scudetto, giungendo per tre volte seconda.
Gli anni ’80 sono costellati dalle vittorie delle squadre giovanili, mentre a livello senior i risultati latitarono. A poco a poco però l’HC Roma riuscì a ritornare ai massimi livelli nazionali e nel 1991 vince il suo primo scudetto prato, sotto la guida di Antonio Vargiu. 
Gli anni ’90 sono caratterizzati dal cambio di proprietà della società. Grazie alla guida di Vincenzo Corso e all’apporto finanziario del patron Mario De Sisti, tra il 2000 e il 2011 l’HC Roma domina il palcoscenico italiano vincendo sei scudetti prato, sei scudetti indoor e due Coppe Italia.  
È stata protagonista in campo continentale, vincendo due Coppe dei Campioni prato (divisione C), una Coppa dei Campioni indoor (divisione B) e due Coppe delle Coppe. Nel 2014 torna a vincere lo scudetto indoor.

## Palmarès

### Competizioni nazionali
- Scudetto: 7

1990-91, 2000-01, 2001-02, 2005-06, 2006-07, 2009-10, 2010-11
- Scudetto indoor: 7

1999-00, 2000-01, 2002-03, 2003-04, 2005-06, 2006-07, 2013-14
- Coppa Italia: 2

2004-05, 2009-10

### Competizioni internazionali
- Coppa dei Campioni (poule C): 2

2002, 2007
- Coppa dei Campioni indoor (poule B): 1

2005
- Coppa delle Coppe (poule C): 2

2004, 2006

### Competizioni giovanili
- Campionato italiano Allievi: 4

1970, 1979, 1981, 2004
- Campionato italiano Ragazzi: 2

1979, 1983
- Campionato italiano Juniores: 10

1968, 1970, 1971, 1974, 1975, 1980, 1982, 1984, 1985, 1988
- Campionato italiano Under-18: 1

2009
- Campionato italiano Under-21: 1

2013
- Campionato italiano Indoor Ragazzi: 2

1999, 2000
- Campionato italiano Indoor Juniores: 1

1983